# Прострел фиолетовый
Простре́л фиоле́товый (лат. Pulsatílla violacea) — многолетнее травянистое растение, вид рода Прострел семейства Лютиковые (Ranunculaceae). По другой классификации, вместе со всем родом Прострел входит в одноимённую секцию рода Ветреница (Anemone).

## Ботаническое описание
Растение 5—18 см высотой, в состоянии плодоношения до 30 см высотой.
Корневые листья в очертании яйцевидные, глубоко перисто-рассечённые, с дважды-перисто-раздельными сегментами, с узкими и острыми линейно-ланцетными долями и лопастинками листьев, листья появляются одновременно с цветками.
Листочки покрывала редуцированные, сросшиеся при основании, одетые белыми волосками. Цветки колокольчатые, поникающие или почти прямостоящие; листочки околоцветника 2,3—2,8 см длиной, отвороченные на верхушке, фиолетовые или лиловые, очень редко беловатые. Тычинки жёлтые. Цветёт в конце мая — июне.
Плодики с короткими, толстыми остями 2—3,5 см длиной.
Вид описан с Главного Кавказского хребта (село Казбек).

## Распространение
Территория бывшего СССР: Кавказ (Предкавказье, Дагестан, Восточное и Южное Закавказье: Главный и Малый Кавказский хребет).
Растёт в альпийской зоне и субальпийской зонах.

## Значение и применение
В образце собранном в июле содержалось (от абсолютного сухого вещества в процентах): 5,1 золы, 17,1 протеина, 3,1 жира, 15,2 клетчатки, 54, 5 БЭВ.